# Lill-Djupvattnet (Föllinge socken, Jämtland)
Lill-Djupvattnet är en sjö i Krokoms kommun i Jämtland och ingår i Indalsälvens huvudavrinningsområde. Sjön har en area på 0,447 kvadratkilometer och ligger 448,5 meter över havet. Sjön avvattnas av vattendraget Skärvångsån (Djupvattsån).

## Delavrinningsområde
Lill-Djupvattnet ingår i det delavrinningsområde (708075-142230) som SMHI kallar för Inloppet i Stor-Djupvattnet. Medelhöjden är 497 meter över havet och ytan är 5,47 kvadratkilometer. Räknas de 5 avrinningsområdena uppströms in blir den ackumulerade arean 43,13 kvadratkilometer. Skärvångsån (Djupvattsån) som avvattnar avrinningsområdet har biflödesordning 3, vilket innebär att vattnet flödar genom totalt 3 vattendrag innan det når havet efter 299 kilometer. Avrinningsområdet består mestadels av skog (74 procent) och sankmarker (14 procent). Avrinningsområdet har 0,45 kvadratkilometer vattenytor vilket ger det en sjöprocent på 8,2 procent.